# La Bassée
La Bassée é uma comuna francesa na região administrativa de Altos da França, no departamento do Norte. Estende-se por uma área de 3.54 km². Em 2010 a comuna tinha 6 596 habitantes (densidade: 1 863,3 hab./km²).